# Macrospondylus
Macrospondylus è un coccodrillo fossile, vissuto nel Giurassico inferiore (circa 190 milioni di anni fa) in Europa.

## Descrizione

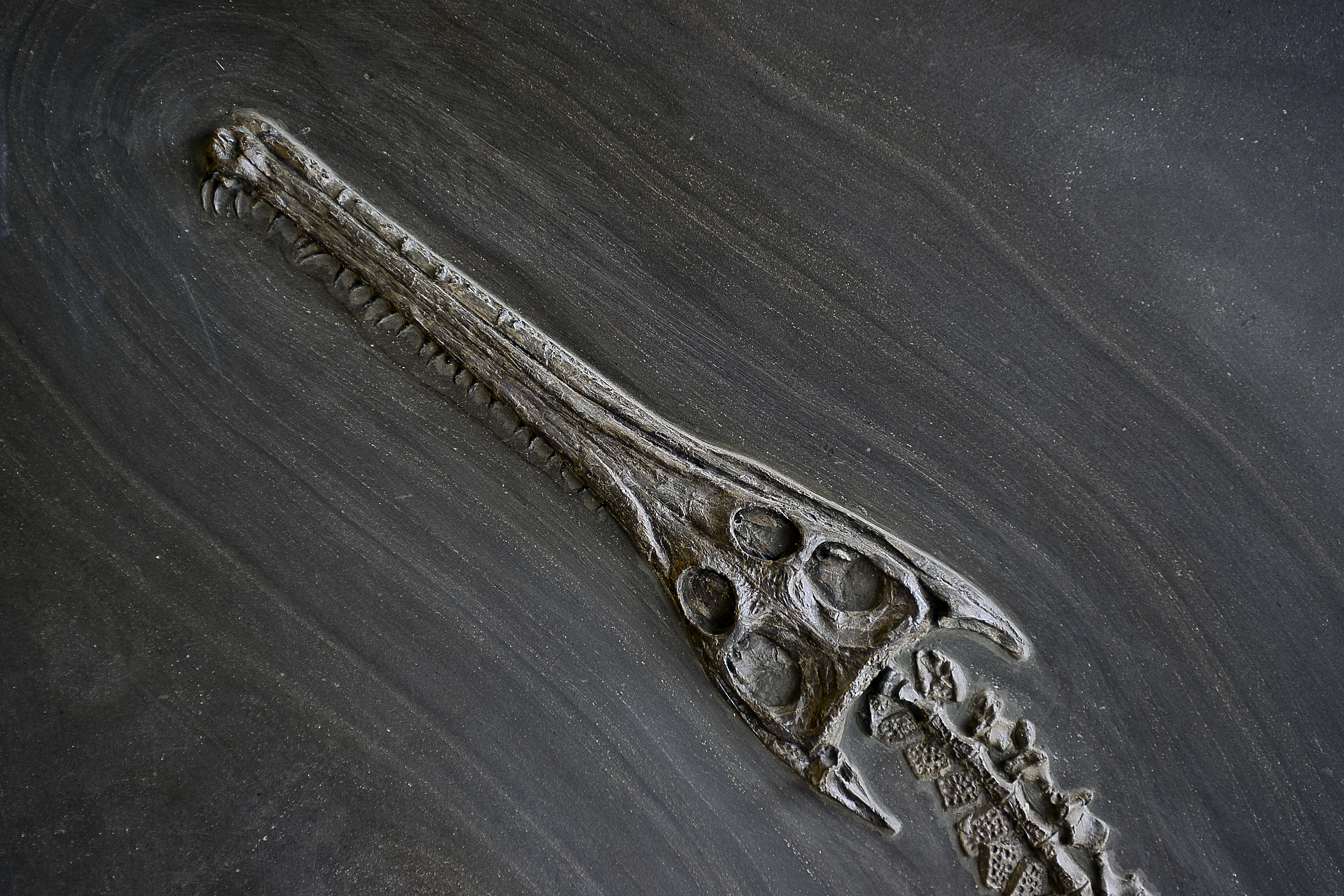
Cranio e prime vertebre cervicali

Questo coccodrillo aveva un aspetto molto simile a quello dell'odierno gaviale del Gange (Gavialis gangeticus) pur non essendo strettamente imparentato. Lo steneosauro fa parte di quel gruppo di coccodrilli noti come talattosuchi (Thalattosuchia), il cui nome significa "coccodrilli di mare". Le abitudini di questi animali, infatti, dovevano essere strettamente marine: il corpo allungato, la coda lunga e le zampe corte di Steneosaurus fanno supporre un habitat prettamente marino, anche se questo animale doveva essere in grado di ritornare sulla terraferma. Il cranio allungato, dotato di mandibole strettissime e fornite di denti aguzzi, era perfetto nella caccia a prede guizzanti come i pesci.

## Classificazione
Macrospondylus era precedentemente assegnato a Steneosaurus, ma una tesi inedita di Johnson (2019) lo trova più basale rispetto ad altre specie nominali di Steneosaurus.